# As Nogais
Los Nogales là một đô thị ở tỉnh Lugo ở Galicia. Đô thị này thuộc comarca Los Ancares Lucenses, Tây Ban Nha.
Dân số năm 2003 là 1.520 người theo kết quả điều tra của Viện thống kê quốc gia Tây Ban Nha.